# RA0007A

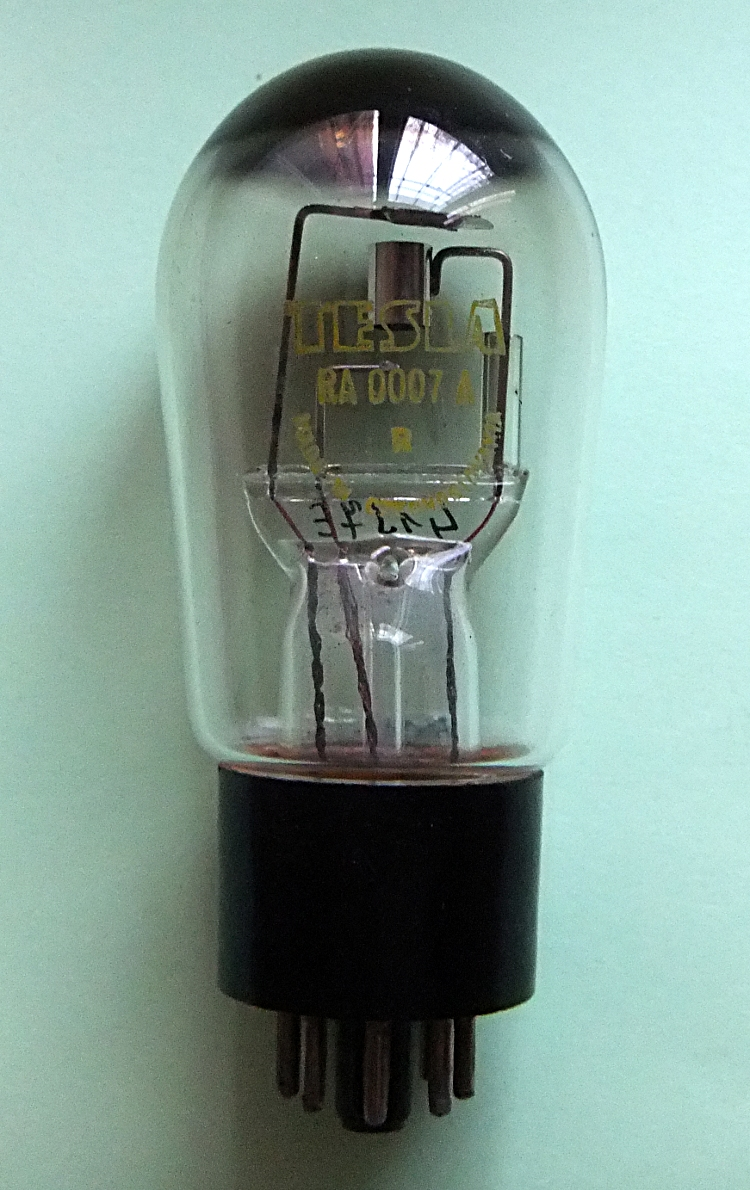
Lampa RA0007A

RA0007A – lampa elektronowa (dioda próżniowa), z cokołem oktalowym, opracowana  i produkowana dawniej  przez czechosłowackie przedsiębiorstwo Tesla. Jest to dioda sterowana prądem żarzenia. Prąd anodowy tej lampy  zależy od napięcia żarzenia, a w przypadku żarzenia prądem zmiennym od wartości skutecznej tego napięcia. W "erze lampowej" służyła do pomiaru wartości skutecznej w stabilizatorach napięcia sieciowego i urządzeniach pomiarowych. 

Istnieje również miniaturowa wersja tej lampy, nosząca oznaczenie RA0007B.

## Dane techniczne
- napięcie żarzenia - od 1,4 do 1,7 V
- prąd żarzenia - do 3,5 A
- maksymalne napięcie anodowe - 600 V
- prąd anodowy - 0,7 mA